# 322 Phaeo
322 Phaeo eller A891 WB är en stor asteroid i huvudbältet, som upptäcktes den 27 november 1891 av den franske astronomen Alphonse Borrelly. Den fick senare namn efter Phaeo, en nymf i den grekiska mytologin.
Asteroiden har en diameter på ungefär 70 kilometer.